# Bertilda Samper Acosta
Bertilda Samper Acosta (31 juliol 1856 – 31 juliol 1910), anomenada també María Ignacia, va ser una monja clarissa colombiana, poeta i escriptora.
Era filla de l'escriptora Soledad Acosta Kemble i el polític i periodista José María Samper Agudelo, ambdós destacaats en la literatura colombiana, que es van preocupar perquè aprengués anglès i francès abans que castellà. Va publicar més de vint composicions poètiques, tot i que la majoria van restar inèdites, així com articles i traduccions de l'anglès i el francès. És coneguda sobretot per haver revisat i ampliat l'anomenada novena d’aiguinaldos, una popular novena devocional de l'advent que es prega durant la temporada de Nadal a Colòmbia, i que també és popular a l'Equador i Veneçuela.